# Bundeshaus (Berlin)

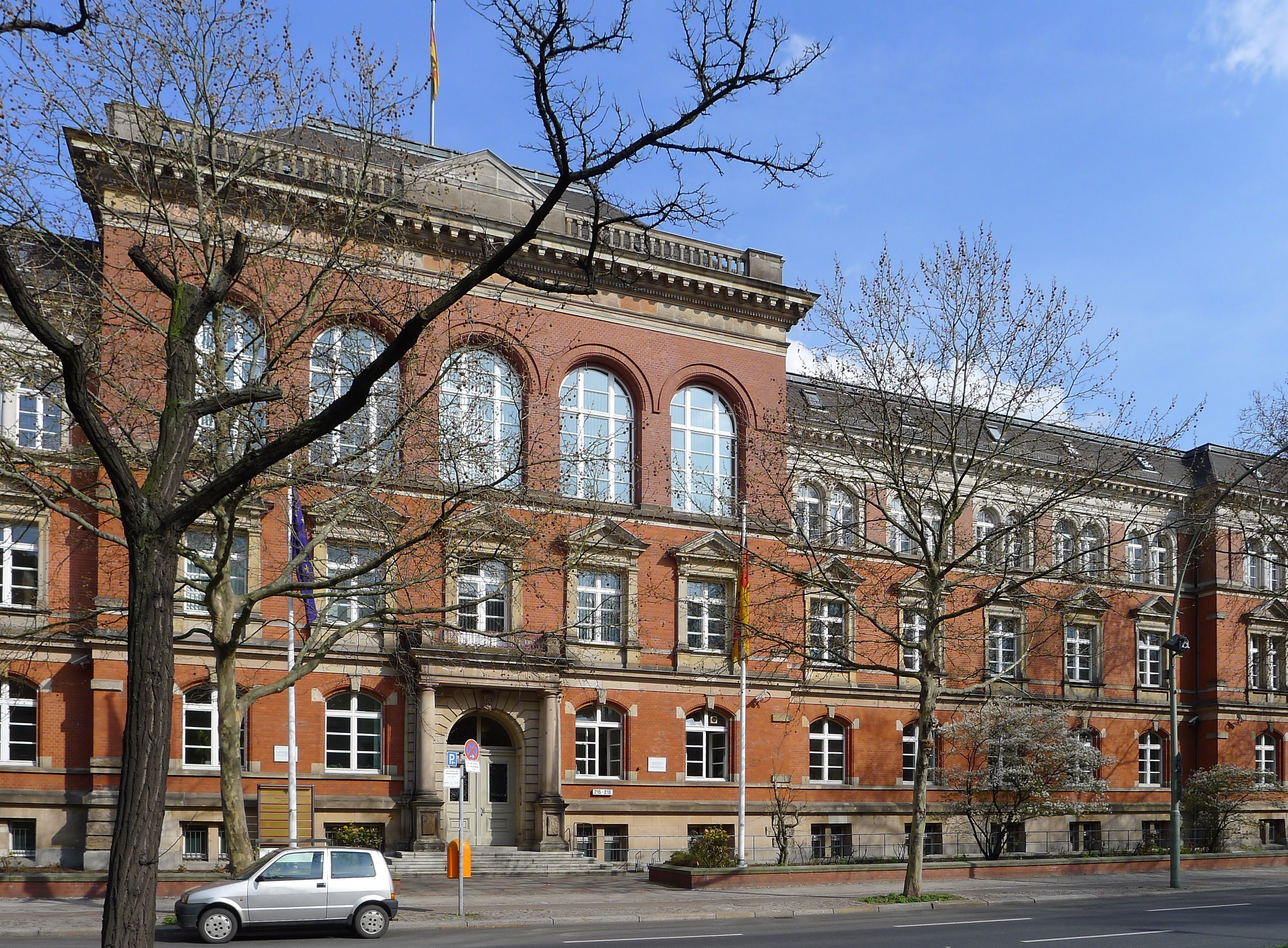
Bundeshaus Berlin

Das Bundeshaus in Berlin ist ein Gebäude im Ortsteil Wilmersdorf, Bundesallee 216–218, das seit 1950 Dienstsitz verschiedener Institutionen des Bundes ist.

## Geschichte

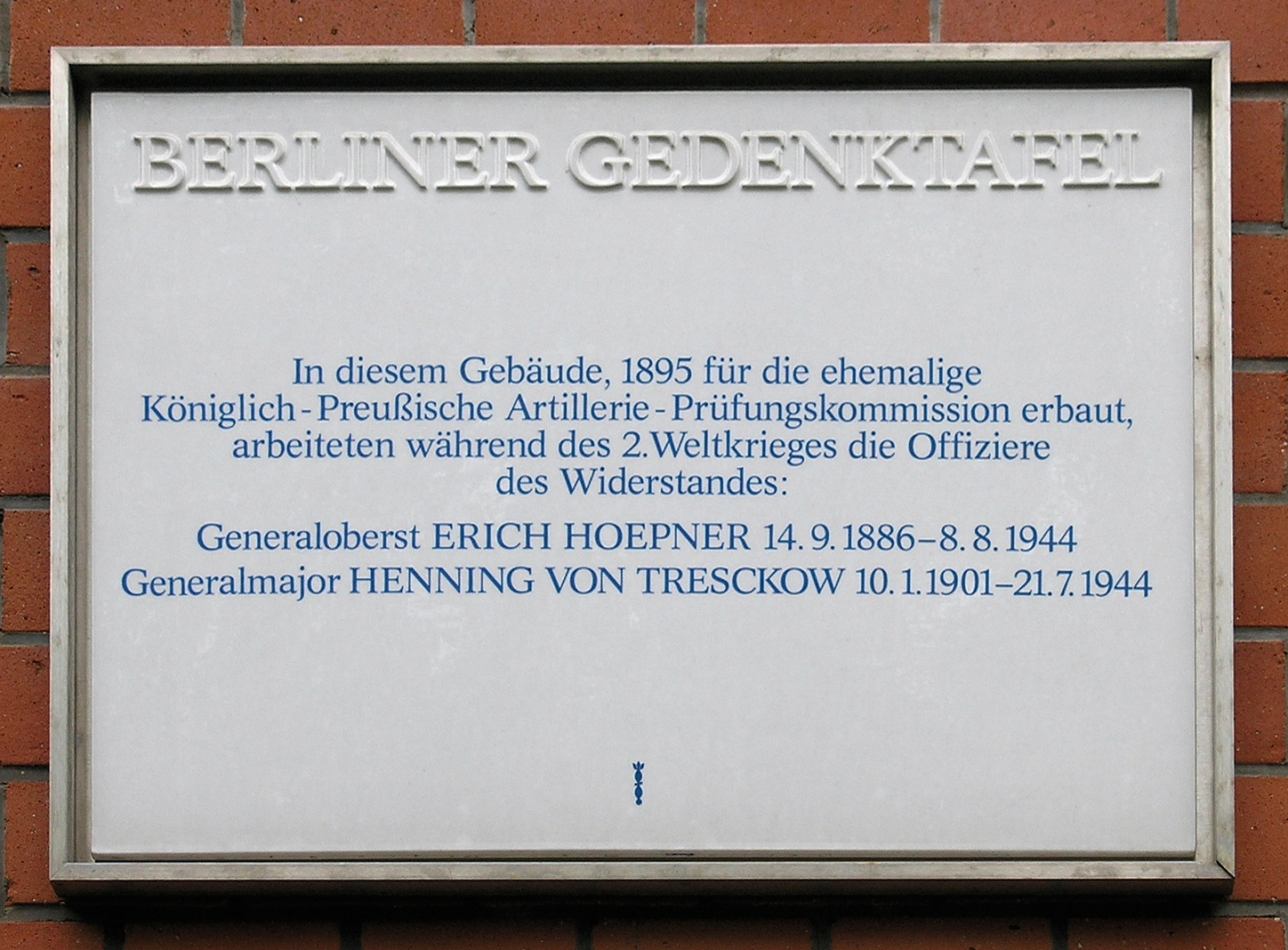
Gedenktafel für Erich Hoepner und Henning von Tresckow

Das Hauptgebäude wurde 1893–1895 als Dienstgebäude für die Königlich Preußische Artillerieprüfungskommission nach einem Entwurf von Friedrich Bernhardt (vortragender Rat im preußischen Kriegsministerium) unter Leitung von Bauinspektor Josef Wieczorek am nördlichsten Teilstück der damaligen Kaiserallee errichtet. Nach teilweiser Zerstörung im Zweiten Weltkrieg erfolgte der Wiederaufbau und am 17. April 1950 die Einweihung als Bundeshaus durch Bundeskanzler Konrad Adenauer.
Am 18. Juli 1950 wurde die Kaiserallee in Bundesallee umbenannt, um die Verbundenheit Berlins mit der Bundesrepublik Deutschland zu betonen. West-Berlin hatte damals einen Sonderstatus. Von 1950 bis 1990 war das Gebäude Dienststelle des Bevollmächtigten der Bundesregierung in Berlin. Am 11. Oktober 1956 fand im Bundeshaus die erste Sitzung des Bundeskabinetts in Berlin statt, auf die weitere am 1. Oktober 1958, 7. Oktober 1964, 13. Januar 1965, 26. April 1966, 8. März 1967 sowie am 6. März und 29. Oktober 1968 folgten. Nach der deutschen Wiedervereinigung hatte hier bis 2002 der Oberbundesanwalt beim Bundesverwaltungsgericht seinen Sitz.

## Heutige Nutzung
Auch heute vereinigt das Haus unter einem gemeinsamen Dach verschiedene Einrichtungen des Bundes. So befindet sich hier eine Außenstelle der Bundesakademie für öffentliche Verwaltung. Seit dem 23. Januar 2005 hat die Koordinierungs- und Beratungsstelle der Bundesregierung für Informationstechnik in der Bundesverwaltung (KBSt) ihren Berliner Dienstsitz im Bundeshaus. Des Weiteren ist hier eine Außenstelle des Bundesinnenministeriums tätig. Seit Juni 2015 hat auch das Sekretariat des Minderheitenrats seinen Sitz im Bundeshaus.

## Erinnerungskultur
Das gesamte Gebäudeensemble steht unter Denkmalschutz. Neben dem Haupteingang erinnert eine Berliner Gedenktafel an die Offiziere Erich Hoepner und Henning von Tresckow, die zum Widerstandskreis des 20. Juli 1944 gehörten. (Hoepner wurde hingerichtet, von Tresckow nahm sich das Leben.) Eine weitere Gedenktafel weist auf die Einweihung des Bundeshauses 1950 hin.